# Rudowo (Mława)
Pour les articles homonymes, voir Rudowo.
Rudowo (prononciation : [ruˈdɔvɔ]) est un village polonais de la gmina de Strzegowo dans le powiat de Mława de la voïvodie de Mazovie dans le centre-est de la Pologne.
Il se situe à environ 8 kilomètres au nord-ouest de Strzegowo (siège de la gmina), 22 km au sud-ouest de Mława (siège du powiat) et à 98 km au nord-ouest de Varsovie (capitale de la Pologne).

## Histoire
De 1975 à 1998, le village appartenait administrativement à la voïvodie de Ciechanów.